# Jacek Dehnel
Jacek Maria Dehnel (sinh ngày 1 tháng 5 năm 1980 tại Gdańsk, Ba Lan) là nhà thơ, nhà văn, dịch giả và họa sĩ Ba Lan.

## Cuộc đời và sự nghiệp
Dehnel tốt nghiệp ngành Nhân văn tại trường trung học Stefan Żeromski số 5 ở Gdańsk. Ông học ngành Khoa học Xã hội và Nhân văn tại Trường Đại học Warszawa và tốt nghiệp Khoa Ngôn ngữ và Văn học Ba Lan.
Từ tháng 9 năm 2006 đến tháng 7 năm 2009, ông dẫn chương trình văn hóa ŁOSssKOT phát sóng trên TVP1 (cùng với nhạc sĩ Tymon Tymański và nhà báo Maciej Chmiel).
Dehnel dịch thơ của các thi hào như Osip Mandelshtam, WH Auden, Mary Oliver, Philip Larkin và George Szirtes.
Năm 2017, ông viết kịch bản cho bộ phim tiểu sử mang tựa đề Vincent thương mến. Bộ phim kể về cuộc đời của họa sĩ Vincent van Gogh, khắc họa chi tiết cái chết của họa sĩ đại tài này.

## Đời tư
Ông sống và làm việc tại Warszawa. Từ tháng 3 năm 2020 ông làm việc tại Berlin. Ông công khai nhận mình là người đồng tính, xu hướng tính dục này phản ánh trong các tác phẩm văn học của ông. Năm 2018, ông kết hôn với người bạn đời lâu năm, dịch giả và nhà sử học Piotr Tarczynski, tại Tòa thị chính Wandsworth ở Luân Đôn. Dehnel và Piotr Tarczynski xuất bản các tác phẩm dưới bút danh là Maryla Szymiczkowa. Dehnel và Tarczynski rời Warszawa đến Berlin vào năm 2021.

## Sách

### Văn xuôi
- Kolekcja, Marpress, Gdańsk, 1999
- Rynek w Smyrnie, (tuyển tập truyện ngắn), W.A.B., Warsaw, 2007
- Lala, (tiểu thuyết), W.A.B., Warsaw, 2006
  - Lala. Dịch bởi Antonia Lloyd-Jones. Oneworld Publications, London 2018, ISBN 978-1786073570[9]
- Balzakiana, W.A.B., Warsaw, 2008
- Saturn. Czarne obrazy z życia mężczyzn z rodziny Goya, W.A.B., Warsaw (bản dịch tiếng Anh của Antonia Lloyd-Jones, Dedalus Books xuất bản năm 2013), 2011
- Kosmografia, czyli trzydzieści apokryfów tułaczych, Warsaw (tuyển tập truyện ngắn), 2012
- Młodszy księgowy, W.A.B., Warsaw, 2013
- Matka Makryna ("Mother Makryna"), W.A.B, 2014
- Tajemnica domu Helclów, (viết cùng Piotr Tarczyński), Znak literanova, 2015
- Dziennik Roku Chrystusowego, W.A.B., 2015
- Nowy Tajny Detektyw, NCK and Fundacja Picture Doc, 2015
- Proteusz, czyli o przemianach. Spacerownik po historii Muzeum Narodowego w Warszawie, Serenissima, Warsaw, 2015
- Krivoklat, Znak, 2016
- Rozdarta zasłona, (viết cùng Piotr Tarczyński) Społeczny Instytut Wydawniczy Znak, 2016
- Mrs Mohr Goes Missing, (viết cùng Piotr Tarczyński và Antonia Lloyd Jones biên dịch) Bloomsbury, 2019

### Thơ
- Żywoty równoległe ("Cuộc sống song song"), Zielona Sowa, Kraków, 2004
- Wyprawa na południe, Teatr Mały w Tychach, Tychy, 2005
- Wiersze ("Bài thơ"), Lampa i Iskra Boża, Warsaw, 2006
- Brzytwa okamgnienia, Biuro Literackie, Wrocław, 2007
- Ekran kontrolny, Biuro Literackie, Wrocław, 2009
- Rubryki strat i zysków, Biuro Literackie, Wrocław, 2011
- Języki obce ("Ngoại ngữ"), Biuro Literackie, Wrocław, 2013
- Seria w ciemność, Biuro Literackie, Wrocław, 2016